# Кайоли, Лука
Лука Кайоли (итал. Luca Caioli, род. 1958, Милан, Италия) — итальянский спортивный журналист, писатель, получивший известность как автор книг о биографиях футболистов.

## Биография
Лука Кайоли родился в Милане в 1958 году. Он работал в итальянских газетах, в частности Il Manifesto, L’Unità, La Repubblica и спортивной газете Gazzetta dello Sport. Работал на телевидении в спортивных проектах Euronews, итальянской RAI и британской Granada TV.
В 2001 году Лука Кайоли переехал в Мадрид, где был корреспондентом в Испании итальянского телеканала Sky Tg24. Он также работал спортивным комментатором на испанских телеканалах La Sexta, Cuatro, Onda Cero и Cadena Ser. Работает колумнистом в испанской ежедневной спортивной газете Marca, сотрудничает с миланской Corriere della Sera.
Кайоли является автором биографических книг о футболистах, в основном игравших в испанской Ла Лиге в 2000-х и 2010-х годах и не только, среди которых — Роналдиньо, Зинедин Зидан, Лионель Месси, Криштиану Роналду, Неймар, Эрлинг Холанн, Фернандо Торрес, Луис Суарес, Карим Бензема, Мохаммед Салах, Марио Балотелли, Антуан Гризманн, тренеры Висенте дель Боске и Роберто Манчини. Кайоли автор книги о велогонщике Лэнсе Армстронге — «Двойной вызов Лэнса Армстронга». Книги Кайоли имеют коммерческий успех и переведены на разные языки, в том числе на русском языке были изданы «Криштиану Роналду:Одержимый совершенством» и «Месси:Исключительная биография».
Лука Кайоли женат на Эльвире, которая также работает журналистом, у пары двое детей.